# فرودگاه بلو سور تسیری‌بیهینا
فرودگاه بلو سور تسیری‌بیهینا (به انگلیسی: Belo sur Tsiribihina Airport) یک فرودگاه همگانی با کد یاتا BMD است . این فرودگاه در کشور ماداگاسکار قرار دارد و در ارتفاع ۴۷ متری از سطح دریا واقع شده‌است.